# چئونگوون-گو
چئونگوون-گو (به لاتین: Cheongwon-gu) یک منطقهٔ مسکونی در کره جنوبی است که در چئونگ‌جو واقع شده‌است. چئونگوون-گو ۱۹۸٫۲۷ کیلومتر مربع مساحت و ۲۵۴٬۳۲۹ نفر جمعیت دارد.